# Tetraolytta
Tetraolytta is een geslacht van kevers uit de familie oliekevers (Meloidae).
Het geslacht is voor het eerst wetenschappelijk beschreven in 1919 door Pic.

## Soorten
Het geslacht omvat de volgende soort:
- Tetraolytta gerardi (Pic, 1919)